# Michelle Madrigal

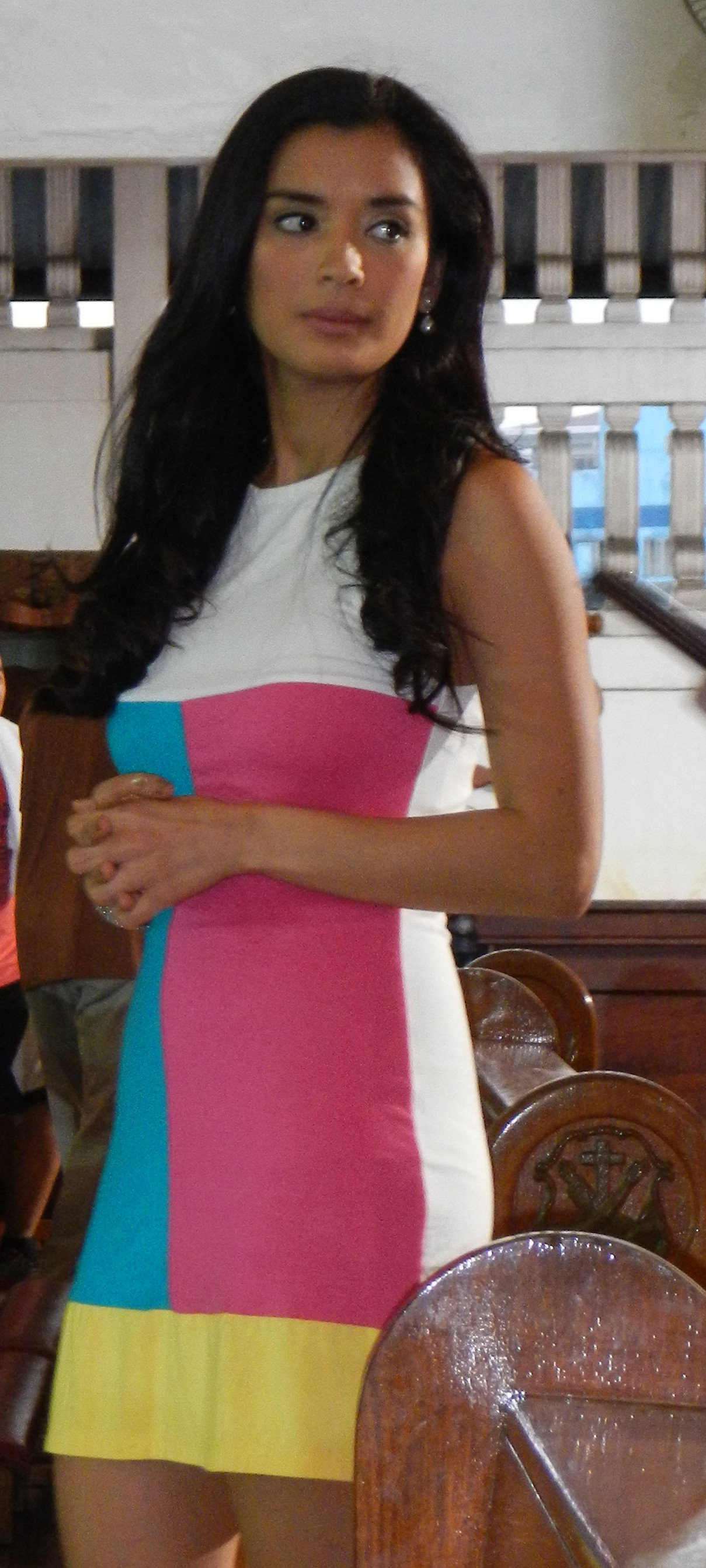
Michelle Madrigal

Michelle Madrigal Gaspar (* 4. November 1987 in Quezon City) ist eine philippinische Filmschauspielerin.

## Leben
Michelle Madrigal wurde ab 2004 als Fernseh-Darstellerin tätig. So spielte sie die jugendliche Hellseherin „Maya“ in der Serie Spirits. Es folgten Serien wie May Minamahal und Zorro. Ab 2011 spielte sie „Bridgitte Samonte“ in der Dramaserie Kung aagawin mo ang langit. 2012 verkörperte sie „Luchie Trajano-Quillamor“ in der Mystery-Serie Faithfully. 2013 folgte die Serie Love & Lies, wo sie als „Cathy Galvez“ auftrat.

## Filmografie (Auswahl)

### Fernsehserien
- 2004–2005: Spirits (107 Folgen)
- 2007: May Minamahal (? Folgen)
- 2009: Zorro (98 Folgen)
- 2010: First Time (9 Folgen)
- 2011–2012: Kung aagawin mo ang langit (100 Folgen)
- 2012: Faithfully (80 Folgen)
- 2013: Love & Lies (? Folgen)

### Filme
- 2007: Recyclo Transformers (Resiklo)
- 2008: My Big Love
- 2011: My Valentine Girls